# 鈴木知太郎
鈴木 知太郎（すずき ともたろう、1905年10月30日 - 1977年12月5日）は、日本の国文学者。学位は、文学博士（日本大学・論文博士・1960年）。日本大学名誉教授。

## 来歴
愛知県渥美郡高松村（現・田原市）出身。1930年（昭和5年）、日本大学国文科卒業。1939年（昭和14年）成城高等学校教授、1943年（昭和18年）日本大学助教授を経て、1949年（昭和24年）日本大学教授に就任。1960年（昭和35年）、論文「土佐日記の研究」で日本大学より文学博士の学位を取得。1965年（昭和40年）から1970年（昭和45年）までは日本大学櫻丘高等学校校長を兼任。
1976年（昭和51年）、日本大学教授を定年で退職した。

## 著書

### 単著
- 『小倉百人一首』さるびあ出版、1966年
- 『平安時代文学論叢』笠間書院、1968年

### 共編著
- 『小倉百人一首 解釈と鑑賞』（藤田朝枝と共著）東宝書房、1954年
- 『国語国文学要覧』（水島義治と共編）さるびあ出版、1967年

## 校訂など
- 松尾聰（編）『全訳万葉集 第2』（松尾聰・高藤武馬と共著）開発社、1943年
- 『和泉式部日記』古典文庫、1948年
- 『伊勢物語』武藏野書院、1948年6月
- 『土佐日記 昭和校註』武蔵野書院、1949年 のち岩波文庫
- 『日本古典文学大系 第20 土佐日記』岩波書店、1957年
- 『伊勢物語 付業平集』（田中宗作と共編）桜楓社、1960年4月20日
- 鴨長明『方丈記』武蔵野書院、1959年4月
- 松尾芭蕉『おくのほそ道』（伊坂裕次と共著）笠間書院、1972年
- 『新校頭注土左日記』（山田瑩徹と共編）武蔵野書院、1975年4月
- 『源氏物語 桐壷』桜楓社、1976年
- 『全釈更級日記』（小久保崇明と共著）笠間書院<笠間選書>、1978年12月

## 記念論集
- 『国文学論攷 鈴木知太郎博士古稀記念』 桜楓社、1975年